# Municipio de Silvercreek (Ohio)
El municipio de Silvercreek (en inglés: Silvercreek Township) es un municipio ubicado en el condado de Greene en el estado estadounidense de Ohio. En el año 2010 tenía una población de 3738 habitantes y una densidad poblacional de 54,56 personas por km².

## Geografía
El municipio de Silvercreek se encuentra ubicado en las coordenadas 39°38′8″N 83°42′34″O / 39.63556, -83.70944. Según la Oficina del Censo de los Estados Unidos, el municipio tiene una superficie total de 68.51 km², de la cual 68.14 km² corresponden a tierra firme y (0.53%) 0.37 km² es agua.

## Demografía
Según el censo de 2010, había 3738 personas residiendo en el municipio de Silvercreek. La densidad de población era de 54,56 hab./km². De los 3738 habitantes, el municipio de Silvercreek estaba compuesto por el 95.59% blancos, el 1.82% eran afroamericanos, el 0.11% eran amerindios, el 0.54% eran asiáticos, el 0.05% eran isleños del Pacífico, el 0.35% eran de otras razas y el 1.55% pertenecían a dos o más razas. Del total de la población el 0.54% eran hispanos o latinos de cualquier raza.